# فرنسيسكو ليموس مونيوث
فرنسيسكو ليموس مونيوث هو سياسي مكسيكي، ولد في 23 فبراير 1961 في Apaseo el Grande ‏ في المكسيك. نشط حزبياً في حزب العمل الوطني. وقد انتخب عضو مجلس النواب المكسيك ‏.